# Kekosaari (ö i Norra Karelen, Joensuu, lat 62,51, long 29,80)
Kekosaari är en ö i Finland. Den ligger i sjön Pyhäselkä och i kommunen Joensuu i den ekonomiska regionen  Joensuu ekonomiska region  och landskapet Norra Karelen, i den sydöstra delen av landet, 400 km nordost om huvudstaden Helsingfors. Öns area är 0,7 hektar och dess största längd är 320 meter i sydöst-nordvästlig riktning.